# Újkígyós
Újkígyós is een plaats (nagyközség) en gemeente in het Hongaarse comitaat Békés. Újkígyós telt 5723 inwoners (2002).